# 余未人
余未人（1942年—），女，原籍江西铅山，生于云南昆明，中国作家、民间文艺学家，曾任中国民间文艺家协会副主席，贵州省文学艺术界联合会副主席。